# Montes Zambales
La sierra de Zambales es una cadena montañosa situada en el oeste la isla de Luzón en las Filipinas. La sierra separa la llanura central de Luzón del mar de China Meridional. 

Mapa topográfico.

Su sección más importante se conoce como la cordillera de Cabusilán compuesta por el monte Pinatubo, el monte Negrón y el monte Cuadrado, que se cree que son restos del ancestral pico del Pinatubo. La elevación más alta de la cordillera es el monte Tapulao, también conocido como Pico Alto, en la provincia de Zambales que se eleva a 2.037 metros (6.683 pies).
La sierra de Zambales tienen una superficie de 300 kilómetros cuadrados (120 millas cuadradas) que se extienden de norte a sur desde las montañas del oeste de provincia de Pangasinan, por toda la longitud de Zambales, hasta la punta de la península de Bataan, en el sur que encierra la bahía de Manila.